# 대한민국 상법 제321조
대한민국 상법 제321조는 발기인의 인수, 납입담보책임에 대한 상법 회사법의 조문이다.

## 조문
제321조 (발기인의 인수, 납입담보책임)
①회사설립시에 발행한 주식으로서 회사성립후에 아직 인수되지 아니한 주식이 있거나 주식인수의 청약이 취소된 때에는 발기인이 이를 공동으로 인수한 것으로 본다.

②회사성립후 제295조제1항 또는 제305조제1항의 규정에 의한 납입을 완료하지 아니한 주식이 있는 때에는 발기인은 연대하여 그 납입을 하여야 한다.

③제315조의 규정은 전2항의 경우에 준용한다.

## 같이 보기
- 발기인